# ميان ده (كيسكان)
میان ده (بالفارسية: میان ده) هي قرية تقع في إيران في قسم كيسكان الريفي. يقدر عدد سكانها بـ 188 نسمة بحسب إحصاء 2016.